# قائمة خلافات كأس العالم 2018
كما كان الحال مع الألعاب الأولمبية الشتوية 2014 والتي أقيمت في مدينة سوتشي الروسية، كان اختيار روسيا لاستضافة منافسات كأس العالم تحدياً كبيراً. فالعديد من القضايا قد ألقت بضلالها على روسيا؛ مثل مستوى العنصرية في كرة القدم الروسية، وقضية ضم الاتحاد الروسي للقرم، ثم تبعها التدخل العسكري الروسي في أوكرانيا، وازدادت تلك الضغوط ووصلت للقمة في قضية فساد الفيفا 2015. يُذكر أن في عام 2014 صرح رئيس الفيفا السابق سيب بلاتر أن «استضافة كأس العالم قد أعطيت لروسيا بالتصويت، ونحن نمضي قدما في عملنا».

## ادعاءات الفساد
تسببت مزاعم الفساد في عملية اختيار الدولة المستضيفة لكأس العالم 2018 وكأس العالم 2022 بلغط كبير، خاصة بعد تهديدات الاتحاد الإنجليزي لكرة القدم بمقاطعة البطولة. تلك البطولات أجبرت الفيفا في فتح تحقيق لبحث مكلابسات القضية، فكلف الاتحاد الدولي لكرة القدم المحامي الأمريكي مايكل غارسيا بالتحقيق وإصدار تقرير حول مزاعم الفساد. وعلى الرغم من عدم نشر التقرير كاملاً كما أصدره غارسياً، أصدر الفيفا ملخصًا مؤلفًا من 42 صفحة حول النتائج التي توصل إليها التقرير، وفقًا لما حدده القاضي الألماني هانس يواكيم إيكيرت. الملخص الذي تم نشره قد نفى ودحض جميع الاتهامات الموجهة لروسيا وقطر التدي تدعي فساد الملفين المرشحين لاستضافة كأس العالم، وهي الذي تم استنكاره من قبل النقاد. وانتقد غارسيا الملخص واصفاً إياه «بالغير كامل ماديًا» مع «تمثيل خاطئ للوقائع والاستنتاجات»، وناشد لجنة الاستئناف في الفيفا، لكن قوبل ذلبه بالرفض من قبل اللجنة التنفيذية التي رفضت الاستماع إلى استئنافه. تلك الممارسات أجبرت مايكل غارسيا بتقديم استقالته احتجاجًا على تصرفات الفيفا، مشيرًا إلى «غياب القيادة» وانعدام الثقة في استقلال إيكيرت في عملية اتخاذ القرار.
وفي 3 يونيو من عام 2015، أكد مكتب التحقيقات الفيدرالي أن السلطات الفيدرالية تحقق في عملية تقديم رشوة في عملية التصفيات للفوز بحق باستضافة كأس العالم 2018 وكأس العالم 2022. ففي مقابلة نشرت يوم 7 يونيو 2015، صرح رئيس لجنة التدقيق والامتثال السابق السويسر دومينيكو سكالا قائلاً أنه «إذا كان هناك دليل على أن حق الاستضافة التي فازت بها قطر وروسيا جاءت كانت فقط بسبب الأصوات المشتراة، فإنه من المكن سحب هذا الشرف منهما». كذلك حضر الأمير ويليام دوق كامبريدج ورئيس الوزراء البريطاني الأسبق ديفيد كاميرون اجتماعاً مع نائب رئيس الاتحاد الدولي لكرة القدم الكوري الجنوبي تشونج مونج - جون، من أجل مناقشة الحلول الممكنة في مسألة لاستضافة قعاليات كأس العالم 2018.

## المنشطات
بدأت مشكلة المنشطات في الرياضة الروسية بعدما أُدرِجَ 33 لاعباً في تقرير ماكلارين، وهو تقرير كُلِّفَ به المحقق الكندي ريتشارد ماكلارين من الوكالة الدولية لمكافحة المنشطات، ونُشِرَ التقرير كاملاً في ديسمبر من عام 2016؛ وقد توصل فيه لوجود 1000 رياضي في 30 رياضة مختلفة في روسيا يتعاطون المنشطات، منهم 33 لاعب في لعبة كرة القدم. وقد أدى هذا التقرير إلى حرمان أكثر من مئة رياضي روسي من المشاركة في دورة الألعاب الأولمبية الصيفية 2016 التي أقيمت هذه في ريو دي جانيرو. وفي 22 ديسمبر 2017، أعلن الاتحاد الدولي لكرة القدم عن تسريحه للطبيب الذي كان مسؤلاً عن حقن المنشطات في رياضة كرة القدم الروسية. بينما في 22 مايو 2018، أعلن الاتحاد الدولي لكرة القدم عن انتهاء التحقيق مع جميع اللاعبين الروس الذين تم اختيارهم ضمن القائمة الأولية المؤقتة المشاركة في كأس العالم، وأفضى التحقيق إلى عدم وجود أدلة كافية تؤكد أو تدعم انتهاك اللاعبين لقواعد مكافحة المنشطات الخاصة بالوكالة الدولية لمكافحة المنشطات. وكإجراء احترازي، قرر الاتحاد الدولي لكرة القدم منع الروس من إجراء أي عمليات سحب للدم أو عمليات اختبار وجود المنشاطات في عينات البول خلال بطولة كأس العالم، لضمان عدم العبث بالعينات المرسلة.

## حادثة تسمم سيرغي سكريبال
رداً على واقعة تسمم سيرغي سكريبال في مارس 2018، أعلنت رئيسة الوزراء البريطانية تيريزا عن عدم تواجد أي من الوزراء البريطانيين أو أعضاء العائلة الملكية في حفل افتتاح نهائيات كأس العالم، وكذلك أكدت على أن بريطانيا لن ترسل أي مسؤول رسمي ممثلاً عنها. وطالبت تيريزا المشجعين الإنجليز المسافرين مع منتخب إنجلترا الوطني من ضرورة توخي الحذر. علاوة على ذلك، قررت آيسلندا مقاطعة كأس العالم لكرة القدم مقاطفة دبلوماسية كنوع من التضامن مع بريطانيا. ويأتي ذلك على خلفية إعلان نحو 20 دولة أوروبية، منها 16 دولة من أعضاء الاتحاد الأوروبي والولايات المتحدة وكندا عن طرد دبلوماسيين روس بسبب قضية الجاسوس السابق سيرغي سكريبال، الذي تتهم لندن السلطات الروسية بتسميمه بواسطة غاز الأعصاب. من جهة أخرى، ردت موسكو على التعليقات الواردة من البرلمان البريطاني، بأن «الغرب يحاول سلب كأس العالم من روسيا».

## التهديدات الإرهابية
قبل انطلاق البطولة وتحديداً في مارس 2018، أطلق تنظيم داعش تهديداً بقصف المشجعين عبر الطائرات بدون طيار من خلال صور نشروها عبر قناتهم الرسمية في برنامج تيليجرام، حيث نشرت صور طائرة من دون طيار تحلق وتحمل صواريخ وقنابل مضادة للدبابات فوق «لوجنيكي» بالعاصمة الروسية موسكو، وهو الملعب الذي من المفترض إقامة المباراة النهائية عليه، وكتبوا على الصورة كلمة «انتظرونا» باللغتين العربية والروسية. ثم تبعتها صورة لأبرز نجوم كرة القدم بالعالم مثل كريستيانو رونالدو وليونيل ميسي من خلال نشر صورة هدد التنظيم من خلالها بقتل اللاعبَين. بدأت التهديدات الأولى في أكتوبر من عام 2017، عندما نشرت صفحة مؤيدة لداعش صورة لنجم الأرجنتين ليونيل ميسي وهو خلف القضبان مع وجود دماء على وجهه. بعدما تم تغيير الشعار من (بالإنجليزية: Just Do It)‏ وتعني فقط افعلها إلى (بالإنجليزية: Just Terrorism)‏ وتعني فقط إرهاب.